# Pons II de Marseille
Pour les articles homonymes, voir Pons de Marseille et Pons II.
Pons II de Marseille, mort le 18 février 1073, est évêque de Marseille du début du XIe siècle, issu de la famille des vicomtes de Marseille.

## Biographie
Pons est le fils de Guillaume II le Gros, vicomte de Marseille. Il succéda à son oncle Pons Ier comme évêque de Marseille, probablement dès 1008 et certainement à partir de 1014. Il occupa ce siège jusqu'à sa mort en 1073. Durant ce long épiscopat il figure dans un grand nombre de donations à l'Abbaye de Saint-Victor de Marseille, ou autres, ou dans des actes divers, soit avec ses parents, soit avec ses frères ou ses neveux, de sorte que leur filiation, à tous, est établie de la manière la plus certaine.
En l'an 1030, Pons, évêque de Marseille, céda l'église Ecclesia sancti Justi au monastère de Saint-Victor. Huit ans après, Pons augmenta encore le domaine des religieux qui desservaient l'église de Saint-Just. « Cette nouvelle donation, dit Ruffi[Lequel ?], fut prescrite pour le donateur, par les vicomtes de Marseille et par Rixendre Priorissa, ce qui a donné lieu de penser que cette église avait été autrefois habitée par des religieuses. Si cette transaction est véritable, il y a apparence que Rixendre devait être alors la prieure de cette maison. » 
Vers 1069 eut lieu une opération qui compte dans l'histoire de Marseille : la division de la ville entre les vicomtes et l'évêque. À cette date, l'évêque Pons II (le troisième de la famille vicomtale), frère des vicomtes Guillaume III et Geoffroy, occupait le siège épiscopal depuis plus de soixante ans (depuis 1008). La papauté se dégageait alors des intrigues romaines dans lesquelles elle avait végété et s'était avilie. Cinq papes successifs, Léon IX, Nicolas II et leurs successeurs prêtaient l'oreille aux conseils d'un moine destiné à coiffer lui-même la tiare, Hildebrand[Lequel ?], et manifestaient leur autorité. Cluny réclamait la réforme du clergé; Nicolas II l'avait entreprise. Les vicomtes comprenaient qu'ils ne pourraient conserver l'évêché dans leur famille.
Ils se décidèrent donc à effectuer un partage avec l'évêque leur parent, qui, par sa naissance, participait à leurs droits. Le partage se traduisit par une division territoriale. La plus grande et la plus belle part échut naturellement aux vicomtes : ils conservaient tout le versant méridional des hauteurs de Marseille et la nouvelle ville de l'est. À l'évêque était attribuée toute la partie de la ville comprise à l'ouest et au nord de la place de Lenche : le château Babon, le bas-fond de la Major (l'alleu Notre-Dame), les quartiers neufs et quasi déserts qui sont devenus plus tard ceux de la Charité et de l'Observance, se joignant la butte des Carmes, comprise également dans le territoire épiscopal. Cette division se continuait dans le terroir, en dehors des murs. La région nord (avec Château Gombert) était attribuée à l'évêque; les vicomtes conservaient les territoires situés à l'est et au sud, et notamment la vallée de l'Huveaune, dont ils devaient d'ailleurs se dépouiller bientôt en partie.